# ATP Auckland Open
ATP Auckland Open, även känt som ASB Classic, är en tennisturnering som spelas i Auckland, Nya Zeeland. Turneringen är en del av kategorin 250 Series på ATP-touren. Den spelas utomhus på hardcourt i ASB Tennis Centre som byggdes 1920.
Mellan 1998 och 2015 spelades turneringen under namnet Heineken Open.

## Resultat

### Singel
| År   | Mästare                                 | Finalist                                | Resultat                                |
| ---- | --------------------------------------- | --------------------------------------- | --------------------------------------- |
| 2023 | Richard Gasquet                         | Cameron Norrie                          | 4–6, 6–4, 6–4                           |
| 2022 | Inställd på grund av covid-19-pandemin. | Inställd på grund av covid-19-pandemin. | Inställd på grund av covid-19-pandemin. |
| 2021 | Inställd på grund av covid-19-pandemin. | Inställd på grund av covid-19-pandemin. | Inställd på grund av covid-19-pandemin. |
| 2020 | Ugo Humbert                             | Benoît Paire                            | 7–6(7–2), 3–6, 7–6(7–5)                 |
| 2019 | Tennys Sandgren                         | Cameron Norrie                          | 6–4, 6–2                                |
| 2018 | Roberto Bautista Agut                   | Juan Martín del Potro                   | 6–1, 4–6, 7–5                           |
| 2017 | Jack Sock                               | João Sousa                              | 6-3, 5-7, 6-3                           |
| 2016 | Roberto Bautista Agut                   | Jack Sock                               | 6-1, 1-0                                |
| 2015 | Jiří Veselý                             | Adrian Mannarino                        | 6-3, 6-2                                |
| 2014 | John Isner                              | Lu Yen-hsun                             | 7-6(4),7-6(9-7)                         |
| 2013 | David Ferrer                            | Philipp Kohlschreiber                   | 7-6(5), 6-1                             |
| 2012 | David Ferrer                            | Olivier Rochus                          | 6-3, 6-4                                |
| 2011 | David Ferrer                            | David Nalbandian                        | 6-3, 6-2                                |
| 2010 | John Isner                              | Arnaud Clément                          | 6-3, 5-7, 7-6(2)                        |
| 2009 | Juan Martín del Potro                   | Sam Querrey                             | 6-4, 6-4                                |
| 2008 | Philipp Kohlschreiber                   | Juan Carlos Ferrero                     | 7-6(4), 7-5                             |
| 2007 | David Ferrer                            | Tommy Robredo                           | 6-4, 6-2                                |
| 2006 | Jarkko Nieminen                         | Mario Ančić                             | 6-2, 6-2                                |
| 2005 | Fernando González                       | Olivier Rochus                          | 6-4, 6-2                                |
| 2004 | Dominik Hrbatý                          | Rafael Nadal                            | 4-6, 6-2, 7-5                           |
| 2003 | Gustavo Kuerten                         | Dominik Hrbatý                          | 6-3, 7-5                                |
| 2002 | Greg Rusedski                           | Jerome Golmard                          | 6-7, 6-4, 7-5                           |
| 2001 | Dominik Hrbatý                          | Francisco Clavet                        | 6-4, 2-6, 6-3                           |
| 2000 | Magnus Norman                           | Michael Chang                           | 3-6, 6-3, 7-5                           |
| 1999 | Sjeng Schalken                          | Tommy Haas                              | 6-4, 6-4                                |
| 1998 | Marcelo Ríos                            | Richard Fromberg                        | 4-6, 6-4, 7-6(3)                        |
| 1997 | Jonas Björkman                          | Kenneth Carlsen                         | 7-6, 6-0                                |
| 1996 | Jiří Novák                              | Brett Steven                            | 6-4, 6-4                                |
| 1995 | Thomas Enqvist                          | Chuck Adams                             | 6-2, 6-1                                |
| 1994 | Magnus Gustafsson                       | Patrick McEnroe                         | 6-4, 6-0                                |
| 1993 | Alexander Volkov                        | MaliVai Washington                      | 7-6(2), 6-4                             |
| 1992 | Jaime Yzaga                             | MaliVai Washington                      | 7-6(6), 6-4                             |
| 1991 | Karel Nováček                           | Jean-Philippe Fleurian                  | 7-6(5), 7-6(4)                          |
| 1990 | Scott Davis                             | Andrei Chesnokov                        | 4-6, 6-3, 6-3                           |
| 1989 | Ramesh Krishnan                         | Amos Mansdorf                           | 6-4, 6-0                                |
| 1988 | Amos Mansdorf                           | Ramesh Krishnan                         | 6-3, 6-4                                |
| 1987 | Miloslav Mečíř                          | Michiel Schapers                        | 6-2, 6-3, 6-4                           |
| 1986 | Mark Woodforde                          | Bud Shultz                              | 6-4, 6-3, 3-6, 6-4                      |
| 1985 | Chris Lewis                             | Wally Masur                             | 7-5, 6-0, 2-6, 6-4                      |
| 1984 | Danny Saltz                             | Chip Hooper                             | 4-6, 6-3, 6-4, 6-4                      |
| 1983 | John Alexander                          | Russell Simpson                         | 6-4, 6-3, 6-3                           |
| 1982 | Tim Wilkison                            | Russell Simpson                         | 6-4, 6-4, 6-4                           |
| 1981 | Bill Scanlon                            | Tim Wilkison                            | 6-7, 6-3, 3-6, 7-6, 6-0                 |
| 1980 | John Sadri                              | Tim Wilkison                            | 6-4, 3-6, 6-3, 6-4                      |
| 1979 | Tim Wilkison                            | Peter Feigl                             | 6-3, 4-6, 6-4, 2-6, 6-2                 |
| 1978 | Eliot Teltscher                         | Onny Parun                              | 6-3, 7-5, 6-1                           |
| 1977 | Vijay Amritraj                          | Tim Wilkison                            | 7-6, 5-7, 6-1, 6-2                      |
| 1976 | Onny Parun                              | Brian Fairlie                           | 6-2, 6-3, 4-6, 6-3                      |
| 1975 | Onny Parun                              | Brian Fairlie                           | 4-6, 6-4, 6-4, 6-7, 6-4                 |
| 1974 | Björn Borg                              | Onny Parun                              | 6-4, 6-4, 3-6, 6-2                      |
| 1973 | Onny Parun                              |                                         |                                         |
| 1972 | Ray Ruffels                             |                                         |                                         |
| 1971 | Bob Carmichael                          | Allan Stone                             | 7-6, 7-6, 6-3                           |
| 1970 | Roger Taylor                            |                                         |                                         |
| 1969 | Tony Roche                              | Rod Laver                               | 6-1, 6-4, 4-6, 6-3                      |
| 1968 | Barry Phillips-Moore                    |                                         |                                         |

### Dubbel
| År   | Mästare                                 | Finalister                              | Resultat                                |
| ---- | --------------------------------------- | --------------------------------------- | --------------------------------------- |
| 2023 | Nikola Mektić Mate Pavić (2)            | Nathaniel Lammons Jackson Withrow       | 6–4, 6–7(5–7), 10–6                     |
| 2022 | Inställd på grund av covid-19-pandemin. | Inställd på grund av covid-19-pandemin. | Inställd på grund av covid-19-pandemin. |
| 2021 | Inställd på grund av covid-19-pandemin. | Inställd på grund av covid-19-pandemin. | Inställd på grund av covid-19-pandemin. |
| 2020 | Luke Bambridge Ben McLachlan            | Marcus Daniell Philipp Oswald           | 7–6(7–3), 6–3                           |
| 2019 | Ben McLachlan Jan-Lennard Struff        | Raven Klaasen Michael Venus             | 6–3, 6–4                                |
| 2018 | Oliver Marach Mate Pavić                | Max Mirnyi Philipp Oswald               | 6–4, 5–7, [10–7]                        |
| 2017 | Marcin Matkowski Aisam-ul-Haq Qureshi   |                                         |                                         |
| 2016 | Mate Pavić Michael Venus                |                                         |                                         |
| 2015 | Raven Klaasen Leander Paes              |                                         |                                         |
| 2014 | Julian Knowle Marcelo Melo              |                                         |                                         |
| 2013 | Colin Fleming Bruno Soares              |                                         |                                         |
| 2012 | Oliver Marach Alexander Peya            |                                         |                                         |
| 2011 | Marcel Granollers Tommy Robredo         |                                         |                                         |
| 2010 | Marcus Daniell Horia Tecău              |                                         |                                         |
| 2009 | Martin Damm Robert Lindstedt            |                                         |                                         |
| 2008 | Luis Horna Juan Mónaco                  |                                         |                                         |
| 2007 | Jeff Coetzee Rogier Wassen              |                                         |                                         |
| 2006 | Andrei Pavel Rogier Wassen              |                                         |                                         |
| 2005 | Yves Allegro Michael Kohlmann           |                                         |                                         |
| 2004 | Mahesh Bhupathi Fabrice Santoro         |                                         |                                         |
| 2003 | David Adams Robbie Koenig               |                                         |                                         |
| 2002 | Jonas Björkman Todd Woodbridge          |                                         |                                         |
| 2001 | Marius Barnard Jim Thomas               |                                         |                                         |
| 2000 | Ellis Ferreira Rick Leach               |                                         |                                         |
| 1999 | Jeff Tarango Daniel Vacek               |                                         |                                         |
| 1998 | Patrick Galbraith Brett Steven          |                                         |                                         |
| 1997 | Ellis Ferreira Patrick Galbraith        |                                         |                                         |
| 1996 | Marcos Ondruska Jack Waite              |                                         |                                         |
| 1995 | Grant Connell Patrick Galbraith         |                                         |                                         |
| 1994 | Patrick McEnroe Jared Palmer            |                                         |                                         |
| 1993 | Grant Connell Patrick Galbraith         |                                         |                                         |
| 1992 | Wayne Ferreira Jim Grabb                |                                         |                                         |
| 1991 | Sergio Casal Emilio Sánchez             |                                         |                                         |
| 1990 | Kelly Jones Robert Van't Hof            |                                         |                                         |
| 1989 | Steve Guy Shuzo Matsuoka                |                                         |                                         |